# Apelul la forță
Apelul la forță cunoscut și ca argumentum ad baculum (latină: "argument cu bățul"), este argumentul în care forța, coerciția, sau amenințarea cu forța este dată ca justificare pentru concluzie. Se încearcă impunerea unei concluzii cu ajutorul amenințărilor. Este un caz specific a unei forme negative de apel la consecințe, în care se amintesc de neplăcutele consecințe a neîncrederii în vorbele celui care aduce argumentul. 

## Ca argument logic
O eroare logică de argumentație care se bazează pe apelul la forță în general are următoarea formă:
Dacă X nu acceptă P ca fiind adevărat, atunci Q.
Q este o pedeapsă asupra lui X.
Prin urmare, P este adevărat.
Cu alte cuvinte: Asta e adevărat pentru că dacă nu crezi, vei fi bătut. 
Această formă de argument este o eroare logică informală, deoarece atacul Q nu va arăta în mod necesar valoarea de adevăr a premisei P. Această eroare de logică a fost identificată de mulți filozofi începând din Evul Mediu. Este un caz cinic de apel la consecințe.

### Exemple
- "Nu țin minte să-ți fi datorat bani. Dacă nu plătesc presupusa datorie, mă vei lua la bătaie și-mi vei face rău familiei. Prin urmare îți datorez bani."

- "Ar trebui să crezi în Dumnezeu, deoarece dacă nu crezi și el este real, vei ajunge drept în Iad."

## Ca și argument non-logic
O formă similară a argumentului este următorul:
Dacă X nu acceptă ca P fiind adevărat, atunci Q.
Q este o pedeapsă la adresa lui X.
Prin urmare, X ar trebui să accepte P pentru a evita Q.
Bineînțeles că simplul fapt că neacceptarea va fi sanționată, poate fi o justificare pragmatică pentru a accepta P, nu este însă o evidență că ceea ce ar trebui să se accepte este și adevărat.
Acesta nu este un argument logic, ci un argument retoric. Adevărul concluziei, la care se adreseaza cursul unei acțiuni, nu poate fi determinat din adevărul premiselor. Logica nu se referă la concepte subiective ca cele pragmatice sau cele etice.

### Exemple
- "Dacă nu accepți că Soarele se învârte în jurul Pământului, vei fi excomunicat din Biserică. Prin urmare Soarele se învârte în jurul Pământului și nu invers."

- "Eu susțin războiul, dacă nu, aș fi ostracizat din comunitatea mea." Tinerilor din SUA, care se opuneau războiului din Vietnam li se spunea să nu îmbrățișeze o asemenea poziție pentru că ar putea să fie discriminați de eventualii angajatori. În timp ce acest argument furnizează un motiv pentru a păstra opiniile anti-război în privat, de fapt nu se referă la faptul dacă împotrivirea față de război este logic corectă sau incorectă.

- "Ar trebui să mă convertesc la islam, dacă nu, voi avea statutul de dhimmi sau chiar posibil că voi fi omorât." În timpul expansiunii islamice, non-musulmanilor li se dădea opțiunea fie de a se converti, fie de a plăti birurile jizya, fie de a fi omorâți.